# Мисленнєвий стиль
Стиль мислення — основне поняття філософії Людвіка Флєка.
Кожна сфера пізнання має свій стиль мислення (Denkstil). Стиль мислення — це науковий метод певної дисципліни, сума надбань у даній дисципліні, набір релевантних проблем.
Молодий науковець (суб'єкт), який лише починає щось досліджувати, бачить в об'єкті свого вивчення лише хаос. Щоб побачити щось конкретне (форму, ґешталь) науковець повинен опанувати дану дисципліну, даний стиль мислення, навчитись від інших науковців, які саме форми він повинен бачити.
Стиль мислення є наче колективні окуляри, через які науковець може побачити конкретні форми свого об'єкта. Він є єдиним можливим доступом до дійсності.
Стиль мислення не є лише сформованими уявленнями про дійсність, а формами дійсності, які формуються науковим співтовариством. Світ навколо нас є лише хаос; і тільки ми, люди, можемо надати йому форм.
Власні стилі мислення мають не лише наукові дисципліни, а й будь-які сфери пізнання, включаючи кабалістику, астрологію.
Стилі мислення існують певний час і змінюються новими — (фізика Арістотеля — фізика Ньютона — фізика Ейнштейна). Стилі мислення однієї дисципліни в різні епохи її розвитку є інконсурабельними.